# Carl Watner
Carl Watner (1948-) es un autor e historiador de estudios libertarios, y un voluntarista. Ha escrito artículos para Reason Magazine, Libertarian Forum y Journal of Libertarian Studies.
Publica The Voluntaryist un boletín informativo editado desde 1982, que promueve la economía de mercado, el abstencionismo, la no violencia, y la anarquía consciente a través de no cooperación con el Estado. La filosofía tardía de Robert LeFevre, del cual era un estudiante, fue influyente en el desarrollo intelectual de Watner. 
Además de escribir artículos para The Voluntaryist, Watner investiga y escribe sobre la historia de los textos libertarios. Murray Rothbard acreditó a Watner el "descubrir el trabajo desconocido del gran Lysander Spooner, que logró escapar al editor de Spooner's Collected Works", titulado Vices are not Crimes. Su trabajo ha sido discutido y citado por Roderick Long, David Gordon de The Mises Review, y otros estudiosos.

## Libros
- Editor. I Must Speak Out: The Best of the Voluntaryist 1982-1999. Fox & Wilkes, 1999.
- Businessmen Versus Neocheaters. Neo-Tech Publishing, 1986.
- Your Document for the Use of Silence as the Ultimate Protector of Individual Rights. The Zon Association., 1984
- con McElroy, W. Dissenting Electorate: Those Who Refuse to Vote and the Legitimacy of Their Opposition. McFarland & Company, 2004.
- con McElroy, W. National Identification Systems: Essays in Opposition.  McFarland & Company, 2004.
- Robert LeFevre: "Truth Is Not a Half-way Place". The Voluntaryists, 1988.
- Toward a Proprietary Theory of Justice'. Watner, 1976.
- Neither Bullets Nor Ballots. The Voluntaryists, 1983.